# Гажо, Алида Дора
Алида Дора Гажо (венг. Gazsó Alida Dóra; род. 18 апреля 2000, Будапешт) — венгерская гребчиха на байдарках, двукратный призёр летних Олимпийских игр 2024 года, двукратная чемпионка мира, чемпионка Европы, призёр III Европейских игр, чемпионатов мира и Европы. Участник летних Олимпийских игр 2024 года.

## Карьера
В 2019 году на взрослом чемпионате мира, который прошёл в родной Венгрии, Алида стала чемпионкой мира на дистанции 500 метров в байдарках-четвёрках.
После пандемии, на чемпионате Европы 2021 года завоевала золотую медаль в байдарках-одиночках на дистанции 1000 метров. На чемпионате мирна в копенгагене в том же году, на этой же дистанции стала чемпионкой мира.
На III Европейских играх в Кракове, а соревнования были совмещены с чемпионатом Европы, в одиночках на 1000 метров завоевала серебро и стала бронзовым призёром в составе байдарки-двойки на дистанции 500 метров.
На летних Олимпийских играх 2024 года в Париже венгерская спортсменка завоевала две олимпийские медали: серебряную медаль в байдарках-двойках на дистанции 500 метров и бронзовую медаль в байдарках-четвёрках на дистанции 500 метров.